# 彭罗斯阶梯

一个彭罗斯阶梯

彭罗斯阶梯（英語：Penrose stairs）是一个有名的几何学悖论，指的是一个始终向上或向下但却无限循环的阶梯，可以被視為彭罗斯三角形的一个变体，在此阶梯上永远无法找到最高的一点或者最低的一点。彭罗斯阶梯由英国数学家罗杰·彭罗斯及其父亲遗传学家莱昂内尔·彭罗斯於1958年提出。

## 流行文化
- 荷兰画家莫里茲·C·艾雪（Maurits C. Escher）曾经在他的画作《上下階梯》（Ascending and Descending）中，首先使用彭罗斯阶梯的構圖。
- 在2010年电影《盗梦空间》（Inception）中，盗梦小队的成员亚瑟在酒店中，利用了彭罗斯阶梯欺騙一个追逐他的防御者。